# Universal Soldier: Regeneration
Universal Soldier: Regeneration ist der insgesamt fünfte Film in der Universal-Soldier-Filmreihe aus dem Jahr 2009. Regie führte John Hyams, das Drehbuch stammt von Victor Ostrovsky. Jean-Claude Van Damme und Dolph Lundgren sind erneut in ihren Rollen aus dem Originalfilm von 1992 zu sehen.
Der Film hat inhaltlich keinen Bezug zu den zwei Fernsehfortsetzungen Universal Soldier 2 – Brüder unter Waffen und Universal Soldier 3 – Blutiges Geschäft von 1998. Aber auch die Ereignisse des zweiten Teils werden ignoriert. Der Film ist eine Direct-to-DVD-Produktion. 2012 erschien die Fortsetzung Universal Soldier: Day of Reckoning, bei der John Hyams erneut die Regie übernahm.

## Handlung
Terroristen haben mittels gestohlener Technologie einen „Universal Soldier“ der nächsten Generation kreiert. Mit diesem „UniSol“ sind sie auf dem Weg ins verseuchte Tschernobyl und drohen damit, eine tödliche radioaktive Wolke freizusetzen. Der Einzige, der sie aufhalten kann, ist Luc Deveraux, ein „UniSol“, der seit Jahren außer Betrieb war. Kaum ist er reaktiviert worden, muss Deveraux einen Angriff auf die schwer bewaffnete Festung der Terroristen führen. Aber in der Festung wird er nicht einen, sondern gleich zwei dieser fast unzerstörbaren Gegner entdecken: Andrew Scott, Deverauxs bösartiger Feind aus dem ersten Teil der Filmreihe, wurde heimlich geklont und aufgebessert.

## Kritik
„Wirklich störend ist letztlich nur der Handlungsstrang mit Deverauxs Therapeutin […] der unmotiviert laviert und nichts vorantreibt, sowie das unausgeschöpfte und daher überflüssige Frankensteinmotiv in der Beziehung zwischen dem ‚Mad Scientist‘ und seinen ‚Schöpfungen‘. Aber geschenkt! Hauptsache es kracht gehörig und die Action sieht schnieke aus. Die alten Krawumm-Helden sind ein paar Falten reicher und die Schultern hängen etwas tiefer, aber für ein paar separatistische Ostblock-Terroristen reicht’s noch. Und mit Andrei Arlovski und Mike Pyle, der teils gar etwas wie Leinwandpräsenz durchscheinen lässt, stehen potente Nachfolger parat. Wer all dem nichts abgewinnen kann, sollte ‚Universal Soldier Regeneration‘ schlicht als Beitrag zur unendlichen Diskussion verstehen, ob Zombies (die UniSols sind unterm Strich nichts Anderes als Untote) nun rennen können oder nicht. Der Film gibt wie seine Vorgänger eine klare Antwort: Sie können nicht nur verdammt schnell rennen, sondern auch verdammt hart zuhauen.“

„Hyams’ Universal Soldier: Regeneration ist nicht nur ein furioser Actionfilm, aber er nutzt die brachiale Kraft dieses Genres zu einer besonders beeindruckenden Meditation über das Wesen des Menschen, den Wert des freien Willens und vor allem die unaufhaltsame Kraft des Lebens selbst. Sein Held ist kein Mensch, sondern eine Maschine.“

## Hintergrund
- Der Film wird von Sony Pictures Home Entertainment vertrieben.
- Das Budget des Films beträgt 14 Mio. US-Dollar.[4]
- Peter Hyams, der Kameramann des Films, ist der Vater des Regisseurs des Films.
- Der Film wurde ausschließlich in Bulgarien gedreht, insbesondere in der Hauptstadt Sofia.[5]
- Der Film wurde in Deutschland am 4. Mai 2010 veröffentlicht.
- Der Film war in Deutschland von November 2010 bis Juni 2025 indiziert.[6]